# Hydroeciodes rectilinea
Hydroeciodes rectilinea là một loài bướm đêm trong họ Noctuidae.